# Gondia
Gondia è una città dell'India di 120.878 abitanti, capoluogo del distretto di Gondia, nello stato federato del Maharashtra. In base al numero di abitanti la città rientra nella classe I (da 100.000 persone in su).

## Geografia fisica
La città è situata a 21° 26' 60 N e 80° 12' 0 E e ha un'altitudine di 304 m s.l.m..

## Società

### Evoluzione demografica
Al censimento del 2001 la popolazione di Gondia assommava a 120.878 persone, delle quali 61.435 maschi e 59.443 femmine. I bambini di età inferiore o uguale ai sei anni assommavano a 14.038, dei quali 7.211 maschi e 6.827 femmine. Infine, coloro che erano in grado di saper almeno leggere e scrivere erano 96.001, dei quali 51.892 maschi e 44.109 femmine.